# Juan Antonio Ribera
Juan Antonio Ribera Fernández (Madrid, 27 de mayo de 1779-15 de junio de 1860) fue un pintor español. Pese a su breve obra, está considerado uno de los representantes más característicos del Neoclasicismo en España, junto a José de Madrazo y José Aparicio. Fue también un importante pedagogo y desempeñó  la dirección del Museo del Prado entre 1857 y 1860. Fue padre del también pintor Carlos Luis de Ribera y Fieve.

## Biografía
Alumno de Francisco Bayeu, probablemente conoció a Goya. Participó en 1802 en el concurso anual de la Academia de San Fernando con una copia del Pasmo de Sicilia de Rafael obteniendo uno de los premios, lo que le permitió ser becado en París donde trabajó en el taller de Jacques Louis David en donde realizará su obra más famosa Cincinato abandona el arado para dictar leyes a Roma.

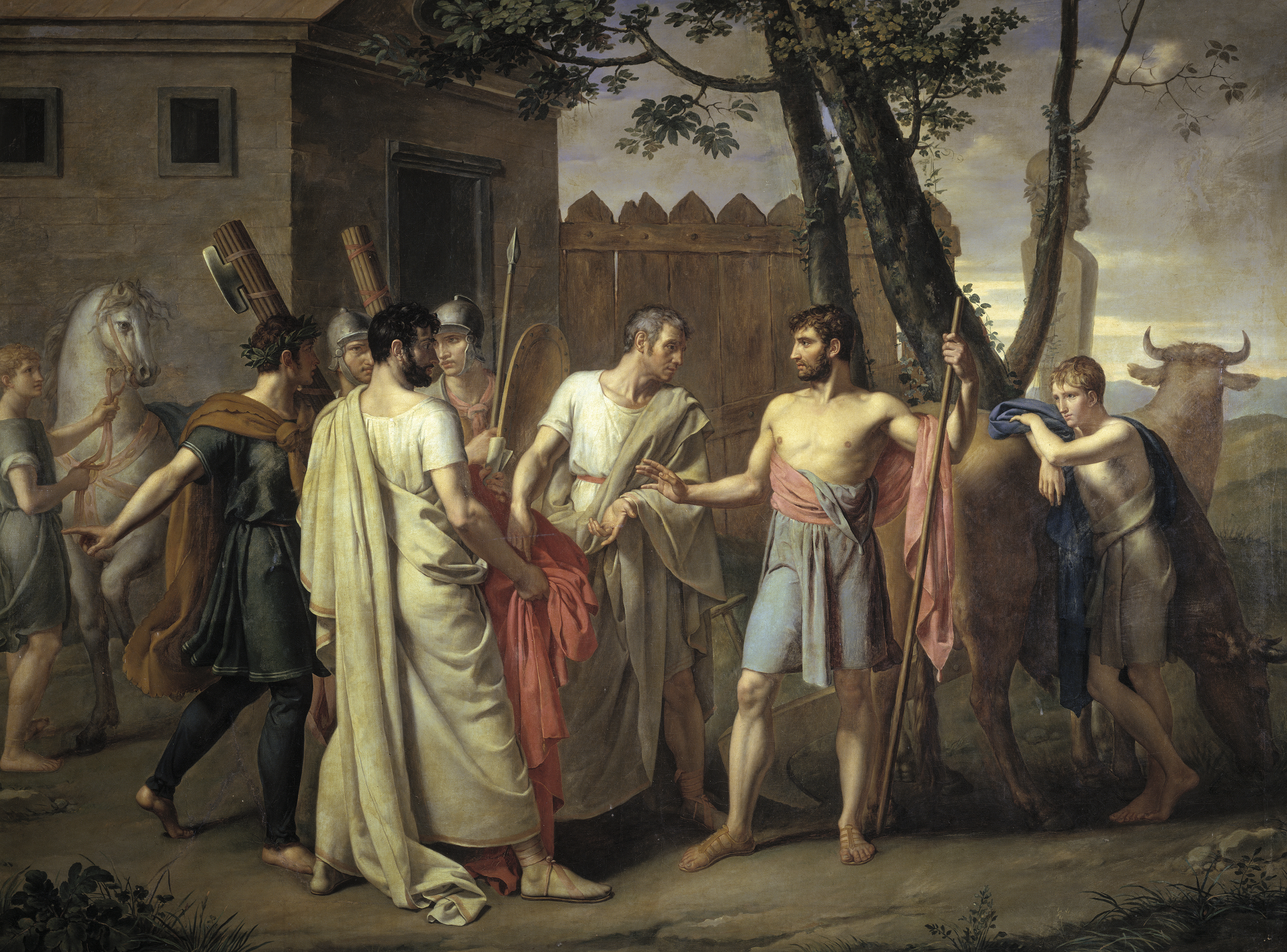
Cincinato abandona el arado para dictar leyes a Roma (c.1806). Museo del Prado.

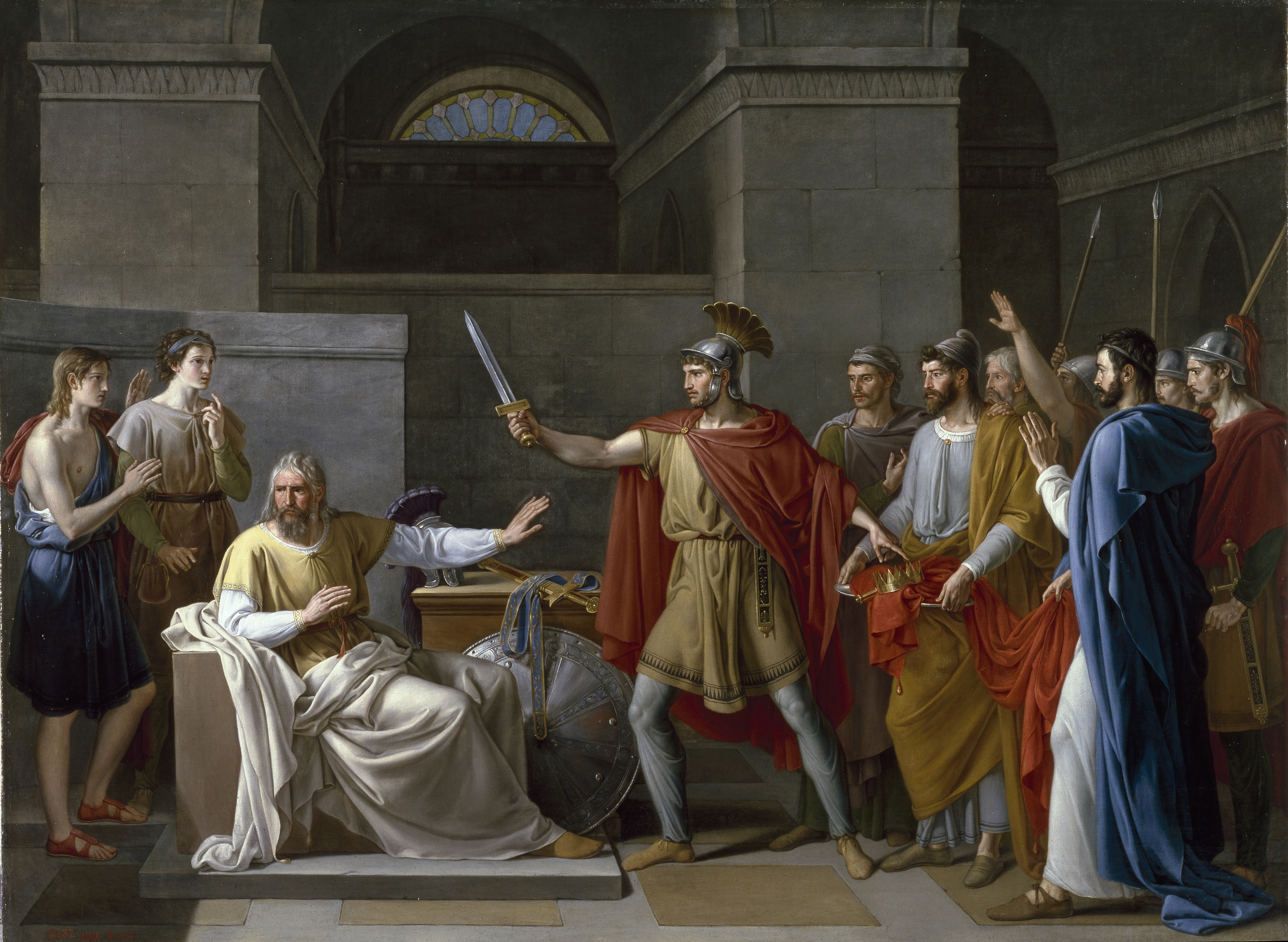
Wamba renuncia a la corona (c.1819). Museo del Prado.

Se exilió durante la Guerra de la Independencia Española. En 1811 es nombrado pintor de cámara por el exiliado Carlos IV de España, acompañará a este a su exilio en Roma donde será nombrado miembro de la Academia de San Lucas. 
Cuando en 1814 el rey Fernando VII regresa a España, confirma a Ribera como pintor de cámara en 1816, aunque éste permanecerá en Roma hasta 1818 realizando obras como Alegorías de las Estaciones y Cristo crucificado.
En 1820 Vicente López Portaña le confió el cargo de jefe de restauradores del recién nacido Real Museo de Artes. Su gestión como director del mismo organismo comenzó en 1857, sustituyendo a José de Madrazo. En su período al frente del Museo publicó el quinto catálogo de obras (1858), vigente hasta la publicación del sexto en 1872. Asimismo se dotó de mayor seguridad al edificio por medio de una guardia compuesta de cuatro cabos y un soldado. 
Nombrado académico de San Fernando, en 1857 será nombrado Primer Pintor de Cámara por Isabel II.
Falleció en Madrid el 15 de junio de 1860 y sus funerales fueron presididos por la propia reina.

## Obras
- Alegoría de la Primavera, óleo sobre lienzo, 87 x 54 cm.
- Alegoría del Otoño, óleo sobre lienzo, 87 x 54 cm.
- La destrucción de Numancia, óleo sobre lienzo, 131 x 166 cm, 1802.
- Cincinato abandona el arado para dictar leyes a Roma, óleo sobre lienzo, 160 x 215 cm, h. 1806.
- Alegoría del Verano, óleo sobre lienzo, 87 x 54 cm.
- Alegoría del Invierno, óleo sobre lienzo, 87 x 54 cm.
- Wamba renunciando a la corona, óleo sobre lienzo, 163 x 219 cm, h. 1819.